# Saccostrea echinata
Saccostrea echinata is een tweekleppigensoort uit de familie van de Ostreidae. De wetenschappelijke naam van de soort is voor het eerst geldig gepubliceerd in 1835 door Quoy & Gaimard.
Rechter en linker klep van hetzelfde exemplaar:

Rechter klep
Linker klep